# Forster (Adelsgeschlecht)
Die Forster, Forster von Selb bzw. Spervogel sind ein egerländisches Adelsgeschlecht.

## Geschichte
Die Spervogel gelten als altes Adelsgeschlecht der Reichsstadt Eger (heute: Cheb). Bekanntester Vertreter des Geschlechts ist der Minnesänger Spervogel. Mit der Übernahme des Amtes als Forstmeister oder Förster über den Reichswald, dessen Gebiete sich von Eger bis Selb erstrecken, hat die Familie zu Beginn des 14. Jahrhunderts den Namen Forestarius, später dann vereinfacht Forster angenommen. Besonders ausgeprägt war ihr Einfluss im Raum Selb. Sie standen von Beginn an im Wettbewerb mit der Familie von Nothaft, die ebenfalls als Forstmeister Einfluss erlangten. Ihr Amtssitz war die Burg Thierstein. Die Forster befanden sich im Gefolge der Vögte von Plauen, denen König Rudolf I. von Habsburg die Orte Selb und Asch verpfändete. Waldgebiete um den Epprechtstein, den Kornberg und der Selber Forst wurden von den Forstern verwaltet. Der böhmische König Johann bekam für seine Unterstützung nach der Schlacht bei Mühldorf das Egerland als Pfand zugesprochen, dennoch setzt der deutsche König Ludwig der Bayer ebenfalls Forstmeister ein. Bis in die Mitte des 14. Jahrhunderts befanden sich die Nothaft und die Forster in einer Konkurrenzsituation. 1389 trug Erhart Forster die neu erbaute Burg Neuhaus an der Eger dem deutschen und böhmischen König Wenzel auf, der 1400 als deutscher König abgesetzt wurde und nachdem die Forster an ihm festhielten, geriet die Burg durch Enteignung in den Einflussbereich der Burggrafen von Nürnberg. Schließlich schleifte die Reichsstadt Eger 1412 die Burg im Kampf gegen das Raubrittertum. Mit der Bildung des späteren Sechsämterlandes unter Brandenburg-Kulmbach endete das Amt des Forstmeisters.